# Bethe-Ansatz
Der Bethe-Ansatz ist eine analytische Methode zur exakten Berechnung von eindimensionalen quantenmechanischen Vielteilchenproblemen. 1931 präsentierte Hans Bethe diese Methode zur Berechnung der exakten Eigenwerte (Eigenenergien) und Eigenvektoren des eindimensionalen Heisenbergmodells. Der eigentliche Bethe-Ansatz beschreibt dabei die Parametrisierung der Eigenvektoren als Ansatz für die Lösung des Eigenwertproblems (Schrödingergleichung).
Varianten des Bethe-Ansatzes führen zur exakten Lösung des Kondo-Modells, welche unabhängig 1980 von Paul Wiegmann und Natan Andrei gefunden wurde, und des Anderson model (P.B. Wiegmann und N. Kawakami, A. Okiji, 1981).

## Bethe-Ansatz für das 1D-Heisenberg Modell
Der Bethe-Ansatz wurde ursprünglich für das eindimensionale Heisenberg-Modell mit nächster Nachbarwechselwirkung und periodischen Randbedingungen entwickelt:
{\displaystyle H=-J\sum _{n=1}^{N}{\vec {S}}_{n}\cdot {\vec {S}}_{n+1}=-J\sum _{n=1}^{N}\left[{\frac {1}{2}}(S_{n}^{+}S_{n+1}^{-}+S_{n}^{-}S_{n+1}^{+})+S_{n}^{z}S_{n+1}^{z}\right]}
Abhängig vom Vorzeichen der Kopplungskonstante {\displaystyle J} ist der Grundzustand ferromagnetisch oder anti-ferromagnetisch:
{\displaystyle J{\begin{cases}>0&{\text{Ferromagnet}}\\<0&{\text{Anti-Ferromagnet}}\\\end{cases}}}
Der ferromagnetische Grundzustand ist der Ausgangspunkt für den Bethe-Ansatz. Im ferromagnetischen Grundzustand sind alle Spins in eine Richtung ausgerichtet. Diese wird o.B.d.A in {\displaystyle z}-Richtung angenommen. Damit kann der Grundzustand beschrieben werden als:
{\displaystyle |F\rangle =|\uparrow \uparrow \uparrow ...\uparrow \rangle }
Im Bethe-Ansatz werden die Zustände mittels der umgeklappten Zustände vom ferromagnetischen Grundzustand klassifiziert. Zum Beispiel wird der Zustand mit zwei umgeklappten Spins an den Gitterplätzen {\displaystyle n_{1}} und {\displaystyle n_{2}} angegeben als:
{\displaystyle |n_{1}n_{2}\rangle =|\uparrow \uparrow \underbrace {\downarrow } _{n_{1}}\uparrow ..\uparrow \underbrace {\downarrow } _{n_{2}}\uparrow ...\uparrow \rangle }
Die Eigenzustände des Hamilton-Operators des Heisenberg-Modells sind gegeben als Superpositionen dieser Zustände. Dabei sind nur Linearkombinationen von Zuständen mit der gleichen Anzahl r von umgeklappten Spins zulässig. Dieses ist begründet in der Tatsache, dass der {\displaystyle S_{z}}-Operator mit dem Hamilton-Operator kommutiert und daher die Eigenvektoren aus Linearkombinationen von Spins mit gleicher {\displaystyle S_{z}}-Quantenzahl bestehen müssen. Zur Berechnung dieser Zustände ging Bethe iterativ vor und betrachtete zunächst Zustände mit lediglich einem umgeklappten Spin. Dieser wird dann auf Superpositionen von Zuständen mit {\displaystyle r} umgeklappten Spins ausgeweitet.

### r=1
Die Eigenvektoren bestehend aus Superpositionen von Zuständen mit lediglich einem umgeklappten Spin am Gitterplatz {\displaystyle n}:
{\displaystyle |\Psi \rangle =\sum _{n=1}^{N}a(n)|n\rangle }
Die Eigenvektoren sind Lösungen der stationären Schrödingergleichung {\displaystyle H|\Psi \rangle =E|\Psi \rangle }. Mittels Koeffizientenvergleich findet man {\displaystyle N} linear unabhängige Gleichungen für die Koeffizienten {\displaystyle a(n)}:
{\displaystyle 2[E-E_{0}]a(n)=J[2a(n)-a(n-1)-a(n+1)]}
Lösungen dieser Gleichungen, die auch die Bedingung für periodische Randbedingungen {\displaystyle a(n+N)=a(n)} erfüllen, sind ebene Wellen:
{\displaystyle a(n)=\mathrm {e} ^{ikn},\qquad k={\frac {2\pi }{N}}m\qquad {\text{mit}}\quad m=0,1,...N-1}
Damit sind die Eigenvektoren bestehend aus Superpositionen von Zuständen mit lediglich einem umgeklappten Spin angegeben. Die Energie dieser Zustände folgt aus der Schrödingergleichung:
{\displaystyle E-E_{0}=J(1-\cos(k))}
Der nächste Schritt besteht darin, sich Superpositionen aus Zuständen mit zwei umgeklappten Spins anzuschauen.

### r=2
Der Ansatz für die Eigenvektoren lautet:
{\displaystyle |\Psi \rangle =\sum _{n1<n2}^{N}a(n_{1},n_{2})|n_{1},n_{2}\rangle }
Bethes Ansatz für die Koeffizienten {\displaystyle a(n_{1},n_{2})} sind wieder ebene Wellen mit noch unbekannten Amplituden {\displaystyle A_{1}} und {\displaystyle A_{2}}:
{\displaystyle a(n_{1},n_{2})=A_{1}\mathrm {e} ^{i(k_{1}n_{1}+k_{2}n_{2})}+A_{2}\mathrm {e} ^{i(k_{1}n_{2}+k_{2}n_{1})}}
Die Parameter {\displaystyle A_{1}} und {\displaystyle A_{2}} werden durch das Einsetzen in die Schrödingergleichung ermittelt. Dieses ergibt folgendes Amplitudenverhältnis:
{\displaystyle {\frac {A_{1}}{A_{2}}}=\mathrm {e} ^{i\theta }=-{\frac {\mathrm {e} ^{i(k_{1}+k_{2})}+1-2\mathrm {e} ^{ik_{1}}}{\mathrm {e} ^{i(k_{1}+k_{2})}+1-2\mathrm {e} ^{ik_{2}}}}}
welches man in den Ansatz für die Koeffizienten hinzufügt:
{\displaystyle a(n_{1},n_{2})=\mathrm {e} ^{i(k_{1}n_{1}+k_{2}n_{2}+{\frac {1}{2}}\theta _{12})}+\mathrm {e} ^{i(k_{1}n_{2}+k_{2}n_{1}+{\frac {1}{2}}\theta _{21})}}
Mit den periodischen Randbedingungen findet man insgesamt, dass die Wellenzahlen {\displaystyle k_{1},k_{2}} und der Winkel {\displaystyle \theta =\theta _{12}=-\theta _{2,1}} folgende Gleichungen erfüllen müssen:
{\displaystyle 2\cot {\frac {\theta }{2}}=\cot {\frac {k_{1}}{2}}-\cot {\frac {k_{2}}{2}}\qquad Nk_{1}=2\pi \lambda _{1}+\theta \qquad Nk_{2}=2\pi \lambda _{2}-\theta }
wobei die ganzen Zahlen {\displaystyle \lambda _{i}={0,1...N}} Bethe-Quantenzahlen genannt werden. Damit sind alle Eigenvektoren für {\displaystyle r=2} bestimmt durch alle möglichen Paare, die die Gleichungen erfüllen. Die Energie ist dann geben mittels:
{\displaystyle E-E_{0}=J\sum _{j=1,2}(1-\cos(k_{j}))}
Der letzte Schritt ist die Verallgemeinerung für Eigenvektoren, die aus Superpositionen von Zuständen mit {\displaystyle r} umgeklappten Spins bestehen.

### r beliebig
Für Eigenvektoren, die aus Superpositionen von Zuständen mit {\displaystyle r} umgeklappten Spins bestehen, lautet der Ansatz:
{\displaystyle |\Psi \rangle =\sum _{n1<n2<..<n_{r}}^{N}a(n_{1},n_{2},..,n_{r})|n_{1},n_{2},..,n_{r}\rangle }
mit den Koeffizienten:
{\displaystyle a(n_{1},..n_{r})=\sum _{P\in S_{r}}\exp \left(i\sum _{j=1}^{r}k_{P_{j}}n_{j}+i\sum _{i<j}\theta _{P_{i}P_{j}}\right)}
Die Summe läuft dabei über alle möglichen {\displaystyle r!} Permutationen der Zahlen {\displaystyle {1,..,r}}. Diese Wahl der Koeffizienten der ebenen Wellen wird als Bethe-Ansatz bezeichnet. Einsetzen in die Schrödingergleichung und die periodischen Randbedingungen führen zu den Bethe-Ansatz-Gleichungen:
{\displaystyle {\begin{alignedat}{2}2\cot {\frac {\theta _{ij}}{2}}&=\cot {\frac {k_{i}}{2}}-\cot {\frac {k_{j}}{2}}&\qquad {\text{mit}}\quad &i,j=1..r\\Nk_{i}&=2\pi \lambda _{i}+\sum _{j\neq i}\theta _{ij}&&\lambda _{i}={1,..,N-1}\end{alignedat}}}
Die Eigenvektoren sind gegeben mit allen Kombinationen der Bethe-Quantenzahlen {\displaystyle (\lambda _{1},..\lambda _{r})}, die die Bethe-Ansatz-Gleichungen erfüllen. Eine Klassifikation der Eigenvektoren ist also über die Bethe-Quantenzahlen möglich. Die Bestimmung aller Eigenvektoren ist allerdings nicht trivial. Die Energie des zugehörigen Zustands kann dann allerdings leicht mittels
{\displaystyle (E-E_{0})=J\sum _{j=1}^{r}(1-\cos k_{j})}
angegeben werden.